# Gaspard Gourgaud
Gaspard Gourgaud (Versailles, 14 novembre 1783 – Parigi, 25 luglio 1852) è stato un generale francese.

## Biografia
Figlio di un musicista dell'orchestra di Luigi XVI e nipote del celebre Dugazon, fu allievo della Scuola Politecnica nel 1799, poi elevato al grado di sottotenente alla scuola di artiglieria di Châlons. Entrò come tenente in seconda al 7º artiglieria appiedata e passò nel 1803 come tenente al 6º artiglieria ippotrainata, diventando nell'agosto 1804 aiutante di campo del generale Foucher. Nel 1805 combatté ad Ulm, partecipò alla presa della città di Vienna ed al passaggio sul Danubio. Combatté poi ad Austerlitz, ove fu ferito, a Jena, a Prentzlau, a Pultusk, ove ricevette la Legion d'honneur, a Ostrolenka, ove fu promosso capitano, ed alla battaglia di Friedland.
Passò quindi nell'armata di Spagna, ove si distinse nell'assedio di Saragozza, quindi tornò alla Grande Armée e prese parte alle battaglie di Abensberg, di Eckmühl, di Ratisbona, di Essling e di Wagram.
Fu nel 1811 che il capitano Gourgaud si legò alla persona dell'imperatore di Francia come ufficiale d'ordinanza, segnalandosi per l'intelligenza con la quale compì la ricognizione della piazza di Danzica. Da allora non lasciò più l'imperatore. Nella campagna di Russia si segnalò per zelo ed attivismo, fu ferito nella battaglia di Smolensk (1812), combatté a Valutina e nella battaglia della Moscova. A Mosca salvò la vita all'imperatore: durante una minuziosa esplorazione del Cremlino scoprì una grossa quantità di polvere esplosiva che l'incendio stava per raggiungere, impedendo così un'esplosione dalle conseguenze disastrose: per questo fu ricompensato con il titolo di barone.
Durante la ritirata di Russia passò due volte la Beresina a nuoto prima della costruzione dei ponti, per scoprire le postazioni nemiche. Rientrato in Francia rese conto all'imperatore della situazione dell'esercito francese dopo la campagna di Russia e fu nominato primo ufficiale d'ordinanza di Napoleone. Gli furono affidate numerose importanti missioni durante la campagna del 1813, che compì con piena soddisfazione dell'imperatore. Il suo comportamento nella battaglia di Dresda gli valse la Gran Croce della Legion d'onore; si segnalò inoltre nelle battaglie di Lipsia e di Hanau ed eseguì con grande efficacia gli ordini per la ritirata dell'esercito francese.
Seguì poi Napoleone nella campagna del 1814: gli salvò la vita nella battaglia di Brienne, uccidendo con un colpo di pistola un cosacco che si era lanciato contro l'imperatore. Partecipò alla battaglia di Champaubert, fu ferito nella battaglia di Montmirail, partecipò alle battaglie di Nangis e di Montereau e costrinse i russi ad arretrare dalla posizione di Étoutevelles.
Tutti questi fatti d'arme gli valsero la nomina a Commendatore della Legion d'Onore.
Si separò dall'imperatore solo quando quest'ultimo lasciò, il 20 aprile, Fontainebleau.
Da allora egli fece atto di sottomissione al nuovo governo e divenne ufficiale della Guardia, ma poiché Napoleone gli aveva lasciato, partendo, la spada che portava in Egitto, fu congedato.
Tornato Napoleone dall'isola d'Elba Gourgaud si affrettò a raggiungere l'imperatore che seguì nella sua ultima campagna. A Fleurus, grazie agli episodi di bravura di cui fu protagonista, ricevette il grado di generale. Nella battaglia di Waterloo fece parte del gruppo di generali che attorniavano Napoleone.
Tornato a Parigi con l'imperatore, lo accompagnò a Rochefort e fu scelto per portare agli inglesi la lettera con la quale Napoleone chiedeva l'ospitalità dell'Inghilterra. Non essendogli stato permesso di sbarcare, raggiunse l'imperatore che lo designò quale accompagnatore nell'esilio dell'isola di Sant'Elena. Condivise l'esilio con Napoleone per tre anni, dopo di che, a causa dei forti dissidi con gli altri accompagnatori, in particolare con Carlo Tristano di Montholon, rientrò in Europa.
Radiato dal ruolo dell'esercito e bandito dal territorio nazionale con la Seconda Restaurazione, andò dapprima in Inghilterra e si recò poi ad Aquisgrana ad esporre ai sovrani tutte le angherie cui veniva sottoposto Napoleone a Sant'Elena. Poté rientrare in Francia solo nel 1821. Rimasto senza occupazione, si dedicò alla pubblicazione, come editore, di diverse opere. Fece così pubblicare nel 1823, assieme al Montholon, con il quale si era riconciliato, le Memorie di Napoleone a Sant'Elena, l'opera (in otto volumi) venne intitolata Memorie per la storia di Francia sotto Napoleone, scritte a Sant'Elena dai generali che hanno condiviso la sua cattività..
Nel 1825 confutò la storia della Grande Armée del conte Philippe-Paul de Ségur, e nel 1827 una “Confutazione delle calunnie contenute nella Vita di Napoleone di Walter Scott”. Nel 1830 scrisse e pubblicò: Bourrienne et ses erreurs (2 volumi).
Dopo la rivoluzione del 1830 Gourgaud fu riammesso nell'esercito e divenne comandante dell'artiglieria di Parigi e Vincennes, poi aiutante di campo del re nel 1832, luogotenente generale nel 1835, comandante in capo dell'artiglieria dell'armata del Nord nel 1839, presidente del comitato d'artiglieria e ispettore generale dell'arma. Nel 1840 fu designato dal re nella missione dell'esumazione dei resti di Napoleone a Sant'Elena. Nel 1841 il governo lo incaricò dell'armamento e delle fortificazioni di Parigi.